# Clan Kitabatake

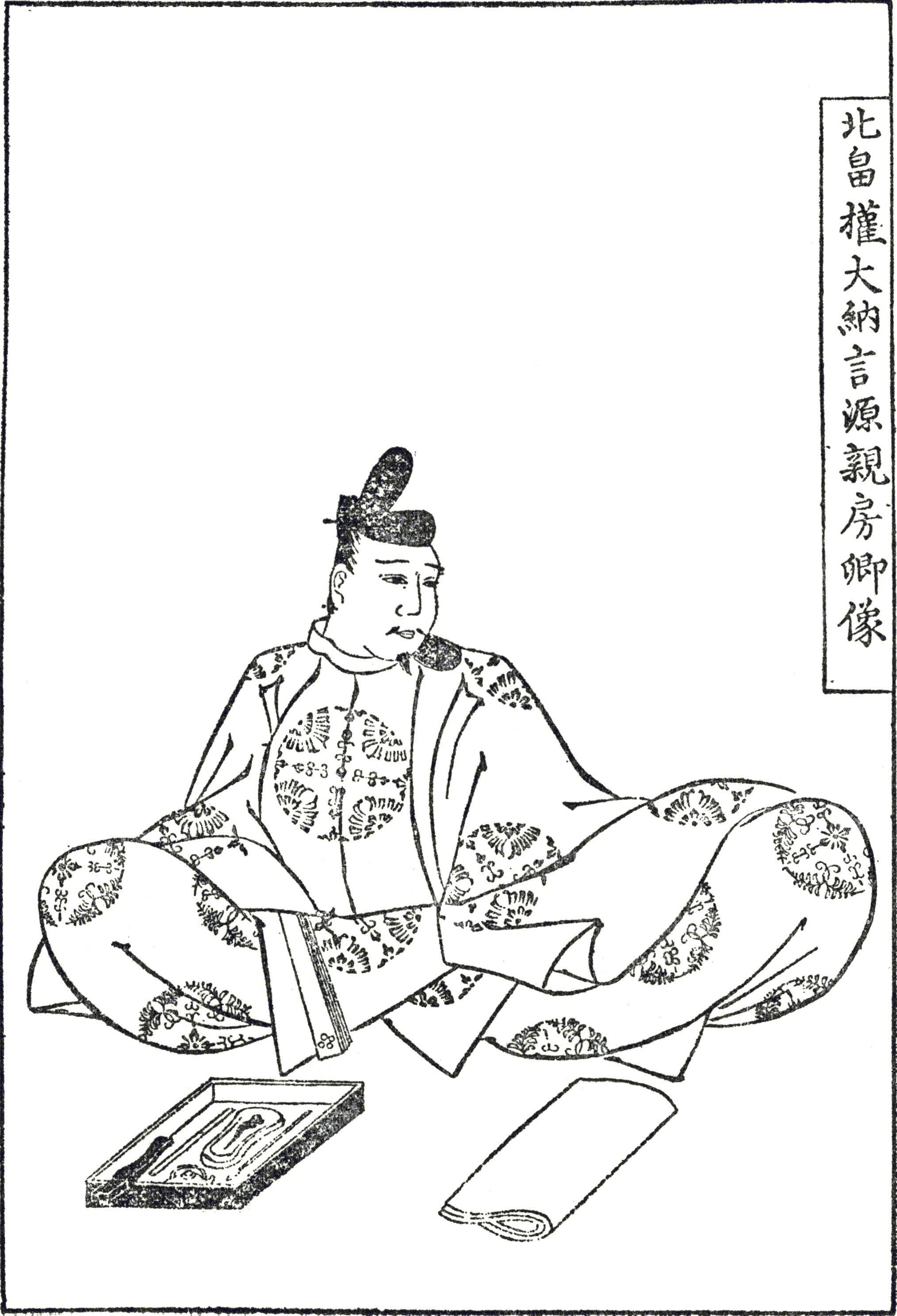
Ilustración de Kitabatake Chikafusa.

El clan Kitabatake (北畠家 Kitabatake-shi?) es un clan japonés de la provincia de Ise liderado por el emperador Murakami (926-967). Eran partidarios ardientes de emperador Go-Daigo durante el comienzo del periodo Nambokucho, condujeron como estaban por el leal imperio de Kitabatake Chikafusa. Se mantuvieron leales a la Corte del Sur durante todo el Nambokucho y fueron influyentes en la región de Kínai en el período Sengoku. Esta rama de la Kitabatake era descendiente del hijo de Chikafusa Kitabatake, Akiyoshi. Descartaron un área en la provincia de Ise torno a la actual Ano y Tsu (20-30 millas SE de Kioto). El Kitabatake cayó bajo la influencia de Oda Nobunaga después del año 1569 y dentro de una década había sido suplantada.